# 2021 en Hongrie
Cet article présente les faits marquants de l'année 2021 en Hongrie.

## Décès

### Janvier
- 5 janvier : András Haán - Basketteur et skipper hongrois.
- 30 janvier : József Csatári - Lutteur hongrois, double médaillé de bronze aux Jeux olympiques d'été de 1968 et 1972.

- Cet article est partiellement ou en totalité issu de l'article intitulé « Décès en janvier 2021 » (voir la liste des auteurs).